# Вентоза (Возела)
Вентоза (порт. Ventosa) — район (фрегезия) в Португалии, входит в округ Визеу. Является составной частью муниципалитета Возела. Находится в составе крупной городской агломерации Большое Визеу. По старому административному делению входил в провинцию Бейра-Алта. Входит в экономико-статистический субрегион Дан-Лафойнш, который входит в Центральный регион. Население на 2001 год составляло 921 человек. Занимает площадь 18,21 км².